# Starzec długolistny
Starzec długolistny (Tephroseris papposa (Rchb.) Schur) – gatunek rośliny z rodziny astrowatych. Występuje w Karpatach Wschodnich, na Podolu i Opolu, w Karpatach Południowych i na Półwyspie Bałkańskim. W Polsce jest gatunkiem bardzo rzadkim; rośnie tylko w Bieszczadach Zachodnich (kilkanaście stanowisk) i na Płaskowyżu Sańsko-Dniestrzańskim (jedno stanowisko).

## Morfologia
ŁodygaGruba, żeberkowana, pajęczynowato owłosiona, do 80 cm wysokości.
LiścieZa młodu z obu stron pajęczynowato owłosione; starsze z wierzchu nagie i błyszczące. Liście różyczkowe eliptyczne lub wąskoeliptyczne, całobrzegie lub delikatnie ząbkowano-karbowane, przechodzące w dłuższy od blaszki ogonek. Dolne liście łodygowe podobne do różyczkowych. Wyższe liście łodygowe wąskolancetowate; najwyższe – równowąskie.
KwiatyZebrane w koszyczki średnicy 3–5 cm, te z kolei zebrane w podbaldach. Kwiaty języczkowe jasnożółte lub pomarańczowożółte, do 2 cm długości. Listki okrywy zielone, pajęczynowato owłosione, nagie na szczycie, przeświecające na brzegach. Puch kielichowy długości rurki kwiatu rurkowego.
OwocNaga lub krótko owłosiona, ciemnozielona lub brązowa niełupka.

## Biologia i ekologia
Bylina, hemikryptofit, heliofit. Rośnie na łąkach, w zaroślach i widnych lasach, w murawach bliźniczkowych, traworoślach i ziołoroślach. Kwitnie od maja do lipca.

## Zagrożenia i ochrona
Roślina umieszczona w Polskiej czerwonej księdze roślin oraz na polskiej czerwonej liście w grupie gatunków zagrożonych (EN).